# Xian d'Anlong
Le xian d'Anlong (安龙县 ; pinyin : Ānlóng Xiàn) est un district administratif de la province du Guizhou en Chine. Il est placé sous la juridiction de la préfecture autonome buyei et miao de Qianxinan.

## Démographie
La population du district était de 399 567 habitants en 1999.